# Барбара Херши
Барбара Херши (енгл. Barbara Hershey; рођена 5. фебруара 1948. у Холивуду) је америчка филмска и телевизијска глумица, добитница два Емија и две Канске награде за најбољу глумицу. За улогу у филму „Портрет једне даме“ номинована је за Златни глобус и Оскар за најбољу споредну глумицу, док је за филмове „Хана и њене сестре“ и „Црни лабуд“ била номинована за Награду BAFTA. Остварила је значајну улогу у епизоди „Убиство у Оријент експресу” серије Поаро и улогу Коре Милс у серији Некада давно.